# Североамериканский концертный тур Led Zeppelin (лето 1970)
6-й североамериканский концертный тур группы Led Zeppelin проходивший в 1970 году на территории Соединённых Штатов и Канады в период с 10 августа по 19 сентября.

## История
Этот концертный тур оказался для Led Zeppelin крайне успешным, так как проходил на волне ажиотажа вокруг сверх-популярной пластинки Led Zeppelin II. На тот момент это были самые прибыльные гастроли британского коллектива (только за два концерта в Нью-Йорке музыканты получили гонорар в размере 100 000 долларов). После того как группа The Rolling Stones на время прекратила концертную деятельность, только The Who могли составить конкуренцию Led Zeppelin за звание лучшей гастрольной команды в мире. Помимо этого, впервые в истории рока The Beatles заняли второе место в опросе самого популярного музыкального коллектива в мире, их обошла именно группа Led Zeppelin, что активно тиражировалось печатной прессой.
Первоначально концертный тур планировалось начать 5 августа в Цинциннати. Однако гастроли были отложены на одну неделю из-за плохого самочувствия отца бас-гитариста Джона Пола Джонса. В маршрут несколько раз вносились поправки, что привело к большой путанице: так, группе ошибочно выставили счет за выступление на фестивале Strawberry Fields проходившем в выходные дни — 8-9 августа. В итоге турне стартовало 10 августа в Хамптоне, штат Вирджиния.
По ходу этого турне группа смикшировала свой третий альбом на студии Ardent Studios в Мемфисе (август 1970 года). Пластинка была выпущена в октябре 1970 года, вскоре после завершения гастролей.

## Сет-лист
Практически на всех концертах список композиций состоял из следующих песен:
1. «Immigrant Song» (Джимми Пейдж, Роберт Плант)
2. «Heartbreaker» (Джон Бонэм, Пейдж, Плант)
3. «Dazed and Confused» (Пейдж)
4. «Bring It On Home» (Пейдж, Плант, Вилли Диксон)
5. "That’s the Way[англ.] (Пейдж, Плант)
6. «Bron-Yr-Aur» (Пейдж)
7. «Since I’ve Been Loving You» (Пейдж, Плант, Джон Пол Джонс)
8. Соло на орга́не (Джонс) / «Thank You» (Пейдж, Плант)
9. «What Is and What Should Never Be» (Пейдж, Плант)
10. «Moby Dick» (Пейдж, Плант, Бонэм)
11. «Whole Lotta Love» (Пейдж, Плант, Бонэм, Джонс, Диксон)

Выходы «на бис» (вариации)::
- «Communication Breakdown» (Пейдж, Плант, Бонэм)
- «Out on the Tiles» (Пейдж, Плант, Бонэм) (только 4 и 19 сентября)
- «How Many More Times» (Пейдж, Плант, Бонэм) (только 19 сентября)
- "Train Kept A-Rollin’ (Тини Брэдшоу, Лоис Манн, Говард Кей) (только 2 сентбяря)
- «Blueberry Hill» (Винсент Роуз, Ларри Сток, Эл Льюис) (только 2 и 4 сентября)

На протяжении гастролей в сет-листе происходили некоторые изменения в чередовании песен, а также замены композиций.

## Расписание концертов
| Дата             | Город         | Страна            | Место                              |
| ---------------- | ------------- | ----------------- | ---------------------------------- |
| 10 августа 1970  | Хамптон       | Соединённые Штаты | Hampton Roads Coliseum             |
| 15 августа 1970  | Нью-Хейвен    | Соединённые Штаты | Йель-Боул                          |
| 19 августа 1970  | Канзас-Сити   | Соединённые Штаты | Municipal Auditorium               |
| 20 августа 1970  | Оклахома-Сити | Соединённые Штаты | State Fair Coliseum                |
| 21 августа 1970  | Талса         | Соединённые Штаты | Assembly Center                    |
| 22 августа 1970  | Форт-Уэрт     | Соединённые Штаты | Tarrant County Convention Center   |
| 24 августа 1970  | Сент-Луис     | Соединённые Штаты | Kiel Auditorium                    |
| 25 августа 1970  | Нашвилл       | Соединённые Штаты | Nashville Municipal Auditorium     |
| 26 августа 1970  | Кливленд      | Соединённые Штаты | Public Auditorium                  |
| 28 августа 1970  | Детройт       | Соединённые Штаты | Детройт-Олимпиа                    |
| 29 августа 1970  | Виннипег      | Канада            | Man-Pop Festival, Winnipeg Arena   |
| 31 августа 1970  | Милуоки       | Соединённые Штаты | Milwaukee Arena                    |
| 1 сентября 1970  | Сиэтл         | Соединённые Штаты | Сиэтл-Центр-Колизеум               |
| 2 сентября 1970  | Окленд        | Соединённые Штаты | Oakland Coliseum                   |
| 3 сентября 1970  | Сан-Диего     | Соединённые Штаты | San Diego Sports Arena             |
| 4 сентября 1970  | Инглвуд       | Соединённые Штаты | Форум                              |
| 5 сентября 1970  | Гонолулу      | Соединённые Штаты | Neal S. Blaisdell Arena            |
| 6 сентября 1970  | Гонолулу      | Соединённые Штаты | Neal S. Blaisdell Arena            |
| 7 сентября 1970  | Роли          | Соединённые Штаты | J.S Dorton Arena                   |
| 9 сентября 1970  | Бостон        | Соединённые Штаты | Бостон-гарден                      |
| 12 сентября 1970 | Кливленд      | Соединённые Штаты | Cleveland Public Hall              |
| 14 сентября 1970 | Рочестер      | Соединённые Штаты | War Memorial Auditorium            |
| 17 сентября 1970 | Филадельфия   | Соединённые Штаты | The Spectrum                       |
| 19 сентября 1970 | Нью-Йорк      | Соединённые Штаты | Мэдисон-сквер-гарден 2 выступления |